# Station Bachorce
Station Bachorce is een spoorwegstation in de Poolse plaats Bachorce.